# 兰克桑
兰克桑（法語：Rinxent，法語發音：[ʁɛ̃ksɑ̃]）是法国上法蘭西大區加来海峡省的一个市镇，属于滨海布洛涅区。

## 地理
兰克桑（50°48'18"N, 1°44'17"E）面积8.38 平方千米，位于法国上法蘭西大區加来海峡省，该省份为法国北部沿海省份，西北濒北海，南至索姆省，东临北部省。
与兰克桑接壤的市镇（或旧市镇、城区）包括：费尔克、马基斯、雷蒂、维耶尔埃弗鲁瓦。

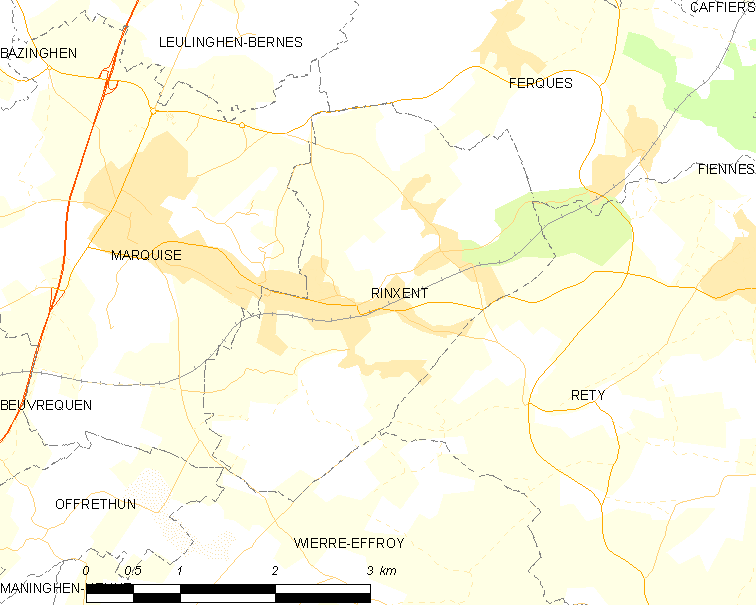
兰克桑的OSM定位图

兰克桑的时区为UTC+01:00、UTC+02:00（夏令时）。

## 行政
兰克桑的邮政编码为62720，INSEE市镇编码为62711。

## 政治
兰克桑所属的省级选区为代夫勒县。

## 人口

1962-2008年间兰克桑人口变化图示

兰克桑于2022年1月1日时的人口数量为3007人。